# 5吋51倍徑火炮
5吋51口徑火砲最初是作為美國海軍戰艦的副砲，從1907年到1920年代建造，也服役於其他船隻。美國海軍火砲術語表示該槍發射直徑5 英吋（127公釐）的彈丸，槍管長51口徑。

## 描述
該槍的不同標記為標記 7、8、9、14 和 15。組合槍由管子、全長槍套和單環組成，帶有側擺韋林後閂和史密斯-阿斯伯里機構。總重量約5噸。 一些標記包括錐形襯裡。 24.5 磅（11.1 公斤）的無菸火藥裝料可使 50 磅（23 公斤）的彈丸速度達到 3,150 英尺/秒（960 m/s）。 在最大仰角 20 度時，射程為 15,850 碼（9.0 法定英里或 14.5 公里）。每個內襯的預期使用壽命為 900 次有效完全充電 (EFC)。

## 美國服役

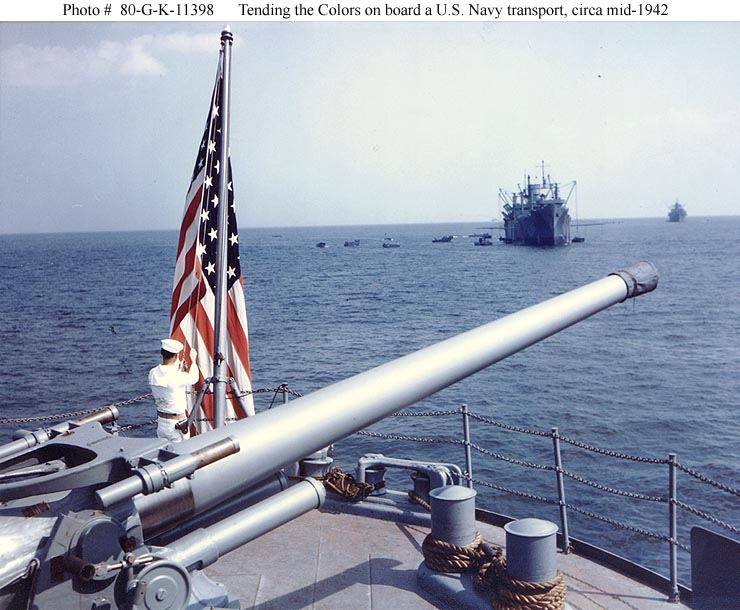
1942年中期，一艘美國海軍運輸艦

5吋51口徑火砲設計用於攻擊驅逐艦、魚雷艇和其他水面目標。5吋51火砲於1911年開始服役，作為佛羅里達級戰艦上的輔助武器，共有16門艦炮。這些火砲在第一次世界大戰期間表現良好，但人們越來越認識到需要防空保護（特別是在偷襲珍珠港之後）鼓勵在後來的戰艦上安裝兩用5英寸38口徑炮，一些第一次世界大戰時期的戰艦也重新配備了兩用火砲。 報廢或重新武裝的戰艦上剩餘的5 英寸/51 火砲安裝在美國海岸警衛隊快艇、輔助艦、小型航空母艦、海岸防禦砲台和防禦性艦艇上。配備齊全的商船。 1939 年的組織和裝備表顯示，海軍陸戰隊防禦營每個都配備了六門此類火砲。 1941 年 12 月的威克島戰役期間，第一海軍陸戰隊防禦營使用了5英寸51岸炮，非常有效。155毫米長M59加農炮到1943年。二戰期間，六艘坦博爾級潛艦重新裝備了“濕裝”5英寸51火砲，取自M59加農炮，取自梭魚級潛艦或該級潛艦的備用品。

### 安裝使用
5吋51倍徑火炮安裝在:
- 奧林匹亞號 (C-6)[5] - 1917 年更換 10 門 5 吋/40 和 4 門 8 吋/35 炮
- 切斯特號 (CL-1)[6] - 1917 年更換 2 門 5"/50 和 4 門 3"/50 砲
- 伯明罕號 (CL-2)[6] - 1917 年更換 2 門 5 吋/50 和 4 門 3 吋/50 砲
- 塞勒姆號 (CL-3)[6] - 1917 年更換 2 門 5"/50 和 4 門 3"/50 砲
- 佛羅里達號戰艦 (BB-30)}[7]
- 猶他號戰艦 (BB-31)[7]
- 懷俄明號戰艦 (BB-32)[8]
- 阿肯色號戰艦 (BB-33)[8]
- 紐約號戰艦 (BB-34)[9](砲號 489–509)[10]
- 德克薩斯號戰艦 (BB-35)[9]（砲號 468–488）[10]
- 內華達號戰艦 (BB-36)[11]
- 奧克拉荷馬號戰艦 (BB-37)[11]
- 賓夕法尼亞號戰艦 (BB-38)[12]
- 亞利桑那號戰艦 (BB-39)[12]
- 新墨西哥號戰艦 (BB-40)[13]
- 密西西比號戰艦 (BB-41)[13]
- 愛達荷號戰艦 (BB-42)[13]
- 田納西號戰艦 (BB-43)[14]
- 加利福尼亞號戰艦 (BB-44)[14]
- 科羅拉多號戰艦 (BB-45)[15]
- 馬里蘭號戰艦 (BB-46)[15]
- 西維吉尼亞號戰艦 (BB-48)[15]
- 五艘克萊門森級驅逐艦：[16]
  - 哈特菲爾德號 (DD-231)
  - 布魯克斯號 (DD-232)
  - 吉爾莫號 (DD-233)
  - 福斯號 (DD-234)
  - 凱恩號 (DD-235)
- 梭魚號 (SS-163)[17]
- 巴斯號 (SS-164)[18]
- 博尼塔號 (SS-165)[17]
- 蘭利號航空母艦 (CV-1)[19]
- 長島號航護航空母艦 (CVE-1)[20]
- 桑加蒙號護航航空母艦 (CVE-26)[21]
- 蘇旺尼號護航航空母艦 (CVE-27)[21]
- 切南戈號護航航空母艦(CVE-28)[21]
- 桑蒂號護航航空母艦 (CVE-29)[21]
- 突擊者號護航航空母艦 (CVE-30)[22]
- 博格級護航航空母艦[23]
- 坦博爾級潛艦
- 國庫級刀具[24]
- 班夫級單桅帆船[24]（美國海岸防衛隊湖級快艇）
- 坦帕級刀具[24]

## 陸軍海防用途
第二次世界大戰期間，5英寸/51口徑前海軍火砲在多個地點部署，其中一些由美國陸軍海岸砲兵部隊操作，一些由海軍陸戰隊防禦營操作。此列表可能並不詳盡。它們被分組除非另有說明，否則為兩槍電池。
- 北卡羅來納州盧考特角附近的兩把槍
- 加州聖地牙哥洛馬角吉萊斯皮砲台的三門槍
- 夏威夷瓦胡島 卡美哈美哈堡 阿華砲台的三門槍
- 夏威夷州瓦胡島納納庫利砲台的兩把槍
- 奧胡拉砲台 (Ewa) 的兩把槍，歐胡島，夏威夷
- 夏威夷州瓦胡島北岸卡哈納灣的兩把槍

## 英國服役
在英國服役時，這些火砲被稱為 5"/51 BL Mark VI 和 Mark VII。第一次世界大戰期間，其中三門火砲構成了斯卡帕灣海岸防禦的一部分。
在第二次世界大戰期間，英國在根據租借安排轉讓的船隻上使用了少量此類槍支。 其中一些槍支隨後被轉移到紐西蘭（至少六門，可能更多）並部署在岸上用於海岸防禦。

## 倖存的例子
倖存的 5 吋/51 口徑火砲包括：
- 奧林匹亞號航空母艦 (C-6) 上的八門槍，保存在賓州費城獨立海港博物館（以前在科羅拉多號航空母艦 (BB-45) 上的槍）
- 德州休士頓附近的德州號航空母艦 (BB-35) 上保存著六門槍
- 佛羅里達州基韋斯特特朗博角（基韋斯特海軍航空站的一部分）的一門 Mark 8 機槍（四湖 #1205）
- 印第安納州克勞福茲維爾羅普基裝甲博物館的一把槍（以前在亞利桑那號航空母艦（BB-39）上，據稱在某個時候在印第安納號*航空母艦（BB-1）或印第安納號航空母艦（BB-58）上）
- 中太平洋中途島的兩門 Mark 7 砲（Watervliet #774 和 #Unk.）
- 路易斯安那州新奧爾良杜蘭大學NROTC設施內的一門 Mark 7 槍（海軍槍廠(NGF) #415L）
- 華盛頓特區華盛頓海軍造船廠美國海軍博物館的 Mark 15炮(NGF #736L) （之前在愛達荷號航空母艦 (BB-42)上）
- 紐約州布朗克斯斯凱勒堡的一門 5 英寸/51 口徑火砲（可能位於紐約州 Kings Point 的USMMA ）
- 加州舊金山金銀島的一把 5 英寸/51 口徑槍（博物館後面）
- 緬因州劉易斯頓的一支 Mark 15 槍
- 緬因州布倫瑞克行政機場（原布倫瑞克海軍航空站）的馬克 15 機槍（伯利恆#Unk. ）
- 印第安納州米切爾的一門 5 英寸/51 口徑火砲
- 一把 Mark 9 Mod 3 槍 (NGF #938L)，美國軍事博物館，加州南艾爾蒙地
- 華盛頓州奇黑利斯退伍軍人紀念博物館內的一把 5 英寸/51 口徑槍

## 另請參閱

### 具有相似作用、性能和時代的武器
- BL 4.7吋45口徑艦炮 ：英國同等
- 12公分/45三年艦炮 ：日本同等

## 外部連結
- 美國所有沿海堡壘和砲台列表 （页面存档备份，存于） 在海岸防衛研究集團公司網站上
- FortWiki，列出了大多數美國本土和加拿大堡壘 （页面存档备份，存于）